# Atletismo nos Jogos Olímpicos de Verão de 1992
Nos Jogos Olímpicos de Verão de 1992 em Barcelona, 43 eventos do atletismo foram realizados, sendo 24 masculinos e 19 femininos, entre 31 de julho e 9 de agosto.

## Medalhistas
Masculino
| Evento                         | Ouro | Prata                                                                                 | Bronze                                                                                                |
| ------------------------------ | --- | ------------------------------------------------------------------------------------- | --- |
| 100 metros detalhes            | Linford Christie GBR Grã-Bretanha                                                                        | Frankie Fredericks NAM Namíbia                                                        | Dennis Mitchell USA Estados Unidos                                                                    |
| 200 metros detalhes            | Michael Marsh USA Estados Unidos                                                                         | Frankie Fredericks NAM Namíbia                                                        | Michael Bates USA Estados Unidos                                                                      |
| 400 metros detalhes            | Quincy Watts USA Estados Unidos                                                                          | Steve Lewis USA Estados Unidos                                                        | Samson Kitur KEN Quênia                                                                               |
| 800 metros detalhes            | William Tanui KEN Quênia                                                                                 | Nixon Kiprotich KEN Quênia                                                            | Johnny Gray USA Estados Unidos                                                                        |
| 1500 metros detalhes           | Fermín Cacho ESP Espanha                                                                                 | Rachid El Basir MAR Marrocos                                                          | Mohammed Suleiman QAT Catar                                                                           |
| 5000 metros detalhes           | Dieter Baumann GER Alemanha                                                                              | Paul Bitok KEN Quênia                                                                 | Fita Bayisa ETH Etiópia                                                                               |
| 10000 metros detalhes          | Khalid Skah MAR Marrocos                                                                                 | Richard Chelimo KEN Quênia                                                            | Addis Abebe ETH Etiópia                                                                               |
| 110 m com barreiras detalhes   | Mark McKoy CAN Canadá                                                                                    | Tony Dees USA Estados Unidos                                                          | Jack Pierce USA Estados Unidos                                                                        |
| 400 m com barreiras detalhes   | Kevin Young USA Estados Unidos                                                                           | Winthrop Graham JAM Jamaica                                                           | Kriss Akabusi GBR Grã-Bretanha                                                                        |
| 3000 m com obstáculos detalhes | Matthew Birir KEN Quênia                                                                                 | Patrick Sang KEN Quênia                                                               | William Mutwol KEN Quênia                                                                             |
| Revezamento 4x100 m detalhes   | Michael Marsh Leroy Burrell Dennis Mitchell Carl Lewis James Jett* USA Estados Unidos                    | Oluyemi Kayode Chidi Imoh Olapade Adeniken Davidson Ezinwa Osmond Ezinwa* NGR Nigéria | Andrés Simón Joel Lamela Joel Isasi Jorge Aguilera CUB Cuba                                           |
| Revezamento 4x400 m detalhes   | Andrew Valmon Quincy Watts Michael Johnson Steve Lewis Darnell Hall* Charles Jenkins* USA Estados Unidos | Lázaro Martínez Héctor Herrera Norberto Téllez Roberto Hernández CUB Cuba             | Roger Black David Grindley Kriss Akabusi John Regis Du'aine Ladejo* Mark Richardson* GBR Grã-Bretanha |
| Maratona detalhes              | Hwang Young-Cho KOR Coreia do Sul                                                                        | Koichi Morishita JPN Japão                                                            | Stephan Freigang GER Alemanha                                                                         |
| Marcha atlética 20 km detalhes | Daniel Plaza ESP Espanha                                                                                 | Guillaume LeBlanc CAN Canadá                                                          | Giovanni De Benedictis ITA Itália                                                                     |
| Marcha atlética 50 km detalhes | Andrey Perlov EUN Equipa Unificada                                                                       | Carlos Mercenario MEX México                                                          | Ronald Weigel GER Alemanha                                                                            |
| Salto em altura detalhes       | Javier Sotomayor CUB Cuba                                                                                | Patrik Sjöberg SWE Suécia                                                             | Hollis Conway USA Estados Unidos Tim Forsyth AUS Austrália Artur Partyka POL Polônia                  |
| Salto com vara detalhes        | Maksim Tarasov EUN Equipa Unificada                                                                      | Igor Trandenkov EUN Equipa Unificada                                                  | Javier García ESP Espanha                                                                             |
| Salto em distância detalhes    | Carl Lewis USA Estados Unidos                                                                            | Mike Powell USA Estados Unidos                                                        | Joe Greene USA Estados Unidos                                                                         |
| Salto triplo detalhes          | Mike Conley USA Estados Unidos                                                                           | Charles Simpkins USA Estados Unidos                                                   | Frank Rutherford BAH Bahamas                                                                          |
| Arremesso de peso detalhes     | Michael Stulce USA Estados Unidos                                                                        | Jim Doehring USA Estados Unidos                                                       | Vyacheslav Lykho EUN Equipa Unificada                                                                 |
| Lançamento de dardo detalhes   | Jan Železný TCH Checoslováquia                                                                           | Seppo Räty FIN Finlândia                                                              | Steve Backley GBR Grã-Bretanha                                                                        |
| Lançamento de disco detalhes   | Romas Ubartas LTU Lituânia                                                                               | Jürgen Schult GER Alemanha                                                            | Roberto Moya CUB Cuba                                                                                 |
| Lançamento de martelo detalhes | Andrey Abduvaliyev EUN Equipa Unificada                                                                  | Igor Astapkovich EUN Equipa Unificada                                                 | Igor Nikulin EUN Equipa Unificada                                                                     |
| Decatlo detalhes               | Robert Změlík TCH Checoslováquia                                                                         | Antonio Peñalver ESP Espanha                                                          | Dave Johnson USA Estados Unidos                                                                       |

Feminino
| Evento                         | Ouro | Prata | Bronze                                                                      |
| ------------------------------ | --- | --- | --------------------------------------------------------------------------- |
| 100 metros detalhes            | Gail Devers USA Estados Unidos                                                                                          | Juliet Cuthbert JAM Jamaica                                                                               | Irina Privalova EUN Equipa Unificada                                        |
| 200 metros detalhes            | Gwen Torrence USA Estados Unidos                                                                                        | Juliet Cuthbert JAM Jamaica                                                                               | Merlene Ottey JAM Jamaica                                                   |
| 400 metros detalhes            | Marie-José Perec FRA França                                                                                             | Olga Bryzgina EUN Equipa Unificada                                                                        | Ximena Restrepo COL Colômbia                                                |
| 800 metros detalhes            | Ellen van Langen NED Países Baixos                                                                                      | Liliya Nurutdinova EUN Equipa Unificada                                                                   | Ana Fidelia Quirot CUB Cuba                                                 |
| 1500 metros detalhes           | Hassiba Boulmerka ALG Argélia                                                                                           | Lyudmila Rogachova EUN Equipa Unificada                                                                   | Qu Yunxia CHN China                                                         |
| 3000 metros detalhes           | Yelena Romanova EUN Equipa Unificada                                                                                    | Tetyana Dorovskikh EUN Equipa Unificada                                                                   | Angela Chalmers CAN Canadá                                                  |
| 10000 metros detalhes          | Derartu Tulu ETH Etiópia                                                                                                | Elana Meyer RSA África do Sul                                                                             | Lynn Jennings USA Estados Unidos                                            |
| 100 m com barreiras detalhes   | Voula Patoulidou GRE Grécia                                                                                             | LaVonna Martin USA Estados Unidos                                                                         | Yordanka Donkova BUL Bulgária                                               |
| 400 m com barreiras detalhes   | Sally Gunnell GBR Grã-Bretanha                                                                                          | Sandra Farmer-Patrick USA Estados Unidos                                                                  | Janeene Vickers USA Estados Unidos                                          |
| Revezamento 4x100 m detalhes   | Evelyn Ashford Esther Jones Carlette Guidry Gwen Torrence Michelle Finn* USA Estados Unidos                             | Olga Bogoslovskaya Galina Malchugina Marina Trandenkova Irina Privalova EUN Equipa Unificada              | Beatrice Utondu Faith Idehen Christy Opara-Thompson Mary Onyali NGR Nigéria |
| Revezamento 4x400 m detalhes   | Yelena Ruzina Lyudmila Dzhigalova Olga Nazarova Olga Bryzgina Liliya Nurutdinova* Marina Shmonina* EUN Equipa Unificada | Natasha Kaiser Gwen Torrence Jearl Miles Rochelle Stevens Denean Hill* Dannette Young* USA Estados Unidos | Phylis Smith Sandra Douglas Jennifer Stoute Sally Gunnell GBR Grã-Bretanha  |
| Maratona detalhes              | Valentina Yegorova EUN Equipa Unificada                                                                                 | Yuko Arimori JPN Japão                                                                                    | Lorraine Moller NZL Nova Zelândia                                           |
| Marcha atlética 10 km detalhes | Chen Yueling CHN China                                                                                                  | Yelena Nikolayeva EUN Equipa Unificada                                                                    | Li Chunxiu CHN China                                                        |
| Salto em altura detalhes       | Heike Henkel GER Alemanha                                                                                               | Alina Astafei ROU Romênia                                                                                 | Ioamnet Quintero CUB Cuba                                                   |
| Salto em distância detalhes    | Heike Drechsler GER Alemanha                                                                                            | Inessa Kravets EUN Equipa Unificada                                                                       | Jackie Joyner-Kersee USA Estados Unidos                                     |
| Arremesso de peso detalhes     | Svetlana Krivelyova EUN Equipa Unificada                                                                                | Huang Zhihong CHN China                                                                                   | Kathrin Neimke GER Alemanha                                                 |
| Lançamento de dardo detalhes   | Silke Renk GER Alemanha                                                                                                 | Natalya Shikolenko EUN Equipa Unificada                                                                   | Karen Forkel GER Alemanha                                                   |
| Lançamento de disco detalhes   | Maritza Martén CUB Cuba                                                                                                 | Tsvetanka Khristova BUL Bulgária                                                                          | Daniela Costian AUS Austrália                                               |
| Heptatlo detalhes              | Jackie Joyner-Kersee USA Estados Unidos                                                                                 | Irina Belova EUN Equipa Unificada                                                                         | Sabine Braun GER Alemanha                                                   |

* Participaram apenas das eliminatórias, mas receberam medalhas.

## Quadro de medalhas
| Ordem | País                 | Medalha de ouro | Medalha de prata | Medalha de bronze |     |
| ----- | -------------------- | --------------- | ---------------- | ----------------- | --- |
| 1     | USA Estados Unidos   | 12              | 8                | 10                | 30  |
| 2     | EUN Equipa Unificada | 7               | 11               | 3                 | 21  |
| 3     | GER Alemanha         | 4               | 1                | 5                 | 10  |
| 4     | KEN Quênia           | 2               | 4                | 2                 | 8   |
| 5     | CUB Cuba             | 2               | 1                | 4                 | 7   |
| 6     | ESP Espanha          | 2               | 1                | 1                 | 4   |
| 7     | GBR Grã-Bretanha     | 2               |                  | 4                 | 6   |
| 8     | TCH Checoslováquia   | 2               |                  |                   | 2   |
| 9     | CHN China            | 1               | 1                | 2                 | 4   |
| 10    | CAN Canadá           | 1               | 1                | 1                 | 3   |
| 11    | MAR Marrocos         | 1               | 1                |                   | 2   |
| 12    | ETH Etiópia          | 1               |                  | 2                 | 3   |
| 13    | ALG Argélia          | 1               |                  |                   | 1   |
| 13    | KOR Coreia do Sul    | 1               |                  |                   | 1   |
| 13    | FRA França           | 1               |                  |                   | 1   |
| 13    | GRE Grécia           | 1               |                  |                   | 1   |
| 13    | LTU Lituânia         | 1               |                  |                   | 1   |
| 13    | NED Países Baixos    | 1               |                  |                   | 1   |
| 19    | JAM Jamaica          |                 | 3                | 1                 | 4   |
| 20    | JPN Japão            |                 | 2                |                   | 2   |
| 20    | NAM Namíbia          |                 | 2                |                   | 2   |
| 22    | BUL Bulgária         |                 | 1                | 1                 | 2   |
| 22    | NGR Nigéria          |                 | 1                | 1                 | 2   |
| 24    | RSA África do Sul    |                 | 1                |                   | 1   |
| 24    | FIN Finlândia        |                 | 1                |                   | 1   |
| 24    | MEX México           |                 | 1                |                   | 1   |
| 24    | ROU Romênia          |                 | 1                |                   | 1   |
| 24    | SWE Suécia           |                 | 1                |                   | 1   |
| 29    | AUS Austrália        |                 |                  | 2                 | 2   |
| 30    | BAH Bahamas          |                 |                  | 1                 | 1   |
| 30    | COL Colômbia         |                 |                  | 1                 | 1   |
| 30    | ITA Itália           |                 |                  | 1                 | 1   |
| 30    | NZL Nova Zelândia    |                 |                  | 1                 | 1   |
| 30    | POL Polônia          |                 |                  | 1                 | 1   |
| 30    | QAT Catar            |                 |                  | 1                 | 1   |
| TOTAL | TOTAL                | 43              | 43               | 45                | 131 |